# Ку-Баба
Ку-Баба — цариця стародавнього шумерського міста-держави Кіш. Її правління припадало приблизно на XXIV століття до н. е. Є єдиною жінкою у «Шумерському царському списку». Пізніше шанувалась як персонаж шумерсько-аккадської міфології.

## Правління
Відповідно до традиції вважається родоначальницею третьої й четвертої династій Кіша. Легенда каже, що вона була власницею корчми. Невідомо, яким чином жінка, ще й настільки низького походження, змогла досягнути царської величі та влади у Шумері, утім «Царський список» свідчить що вона «зміцнила основи Кіша».
Відповідно до «Списку», Ку-Баба правила упродовж 100 років, домігшись незалежності від правителів Лагаша Енаннатума I й Урука — Ен-Шакушани.

## У мистецтві
Ку-Баба входить до числа 1038 жінок «Поверху спадщини» (1974—1979), художньої інсталяції американки Джуді Чикаго, що віддає данину поваги досягненням і тяготам жіночої праці.